# Příbuzenství

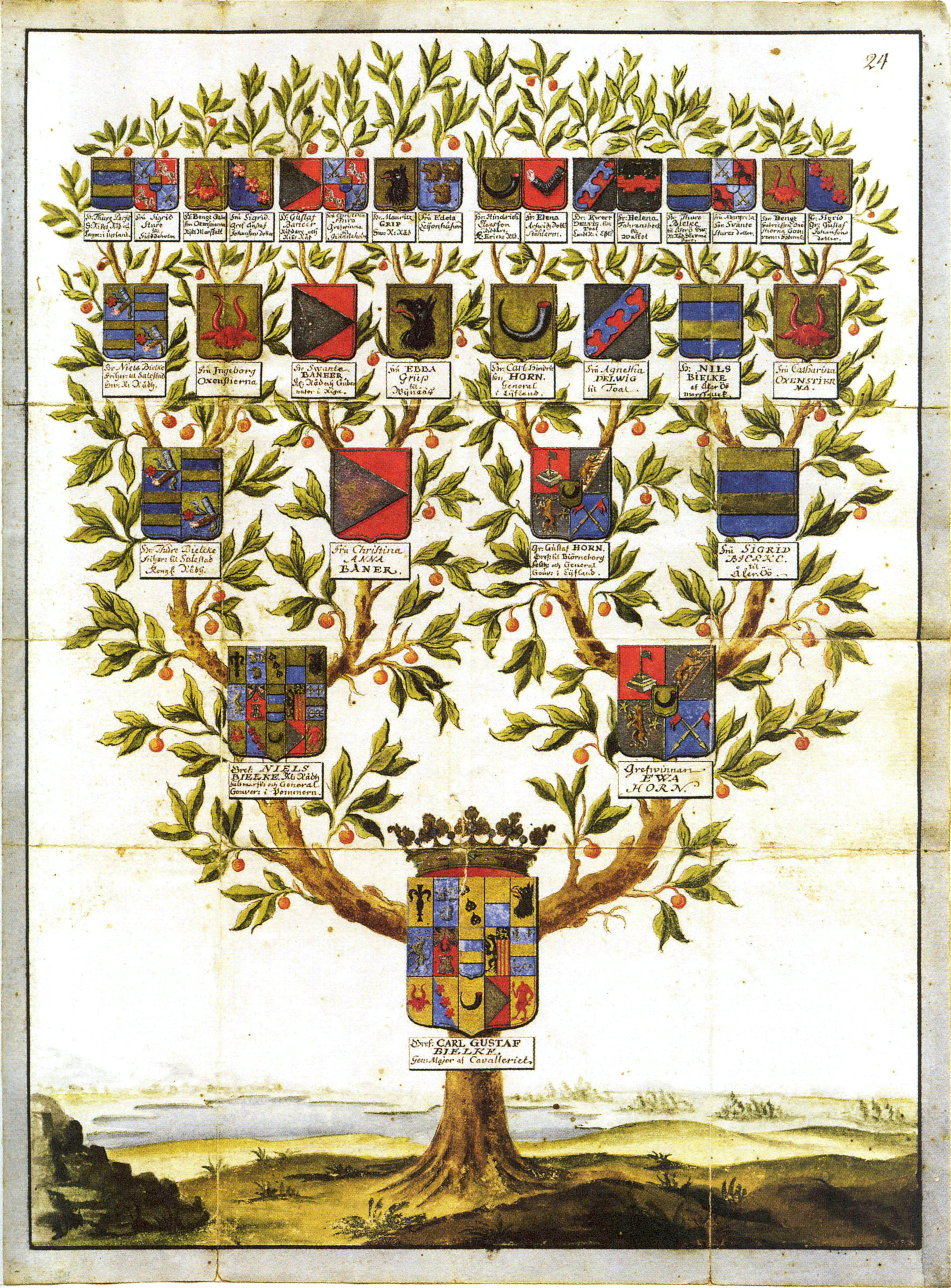
Rodinný strom ukazující příbuzenství.(Úplně dole Carl Gustaf Bielke švédský sběratel knih)

Příbuzenství je hlavním principem organizace jednotlivců do sociálních skupin, rolí a kategorií. Jak z právního pohledu, tak např. z hlediska kulturní a sociální antropologie je příbuzenství vztahem založeným zejména na pokrevním poutu, přičemž základní jednotkou příbuzenských vztahů je rodina.
Slovo příbuzenství ovšem může v širším významu značit emocionální vztah – například při duchovním příbuzenství, a v nejširším smyslu může označovat jen čistou podobnost (například „automobil je příbuzný kamionu“).

## Příbuzenství z pohledu práva
Příbuzenství je vztah osob založený na pokrevním poutu, nebo vzniklý osvojením. Osoby jsou příbuzné v linii přímé, pokud pochází jedna od druhé, příbuznost ve vedlejší linii nastává, pokud osoby nepochází jedna od druhé, ale mají společného předka. Podle počtu zrození, jimiž pochází jedna osoba od druhé v přímé linii, a ve vedlejší linii obě od svého nejbližšího společného předka, se určuje stupeň příbuznosti dvou osob. V řadě přímé se pak podle vztahu k určité osobě rozlišují ascendenti (v linii vzestupné, tj. rodič, prarodič atd.) a descendenti (v linii sestupné, tj. dítě, vnuk atd.). V českém občanském zákoníku je příbuzenství upraveno § 771 až § 927.

### Mateřství
Matkou je ta žena, která dítě porodila, a to i v případě, že těhotenství vzešlo z darovaného ova (umělým oplodněním). Mateřství tedy bezvýjimečně vzniká faktem porodu. Mateřství nelze odejmout, nelze se ho zříci, ani se ho vzdát.

### Otcovství
Má se za to, že otcem dítěte je manžel matky, pokud se dítě narodí do uplynutí třístého dne poté, co manželství zaniklo nebo bylo prohlášeno neplatným, anebo byl- li manžel matky prohlášen nezvěstným. Pokud se však matka znovu provdá, má se za to, že otcem dítěte je manžel pozdější, i když se dítě narodí před uplynutím třístého dne poté, kdy předchozí manželství zaniklo či bylo prohlášeno za neplatné.

### Švagrovství
Švagrovství vzniká manželstvím mezi jedním manželem a příbuznými druhého manžela. V jaké linii a v jakém stupni je někdo příbuzný s jedním manželem, v takové linii a v takovém stupni je sešvagřen s manželem druhým. Pokud zanikne manželství smrtí jednoho manžela, švagrovství tím nezaniká.

### Rozdělení vztahů
Příbuzenství může být založeno na třech různých základech:
- Filiace (narození, zplození) – základem jsou skutečné biologické vztahy mezi jedinci, kdy jedna osoba pochází z druhé. Z hlediska práva se však do stejné kategorie řadí i příbuzenství založené např. osvojením.
- Aliance – příbuzenství vzniká mezi původně nepříbuznými osobami pomocí sňatku.
- Germanita (sourozenectví) – příbuzenský vztah mezi osobami je dán jejich společnými rodiči.

Jinou možností je rozdělení vztahů na biologické a závazkové:
- pokrevenství – biologické příbuzenství je vrozené,
- ostatní příbuzenství – rodinný vztah, vzniklý přijatým závazkem:
  - sňatkem
  - adopcí (rodič ze závazku),
  - do této kategorie se může řadit také kmotrovství (závazek náhradní péče), které ovšem české zákony neupravují.

### Trestněprávní aspekty příbuzenství
Soulož s příbuzným v pokolení přímém nebo se sourozencem je zakázána. Pamatuje na to trestní zákoník v § 188: Kdo vykoná soulož s příbuzným v pokolení přímém nebo se sourozencem, bude potrestán odnětím svobody až na tři léta.
Trestné činy proti rodině a dětem upravuje trestní zákoník v § 194–204.

## Příbuzenství z pohledu kulturní a sociální antropologie
Příbuzenství je tradičním předmětem výzkumu kulturní a sociální antropologie. Očima těchto vědeckých disciplín je „příbuzenství celek vztahů pokrevně nebo sňatkem spojující mezi sebou určitý počet jedinců“. Termín příbuzenství nemusí souviset s takzvanou „pokrevností“. Je spíše specifickým sociálním vztahem. „Příbuzenství se vztahuje k reprodukci společnosti, přenosu vědění a kulturních hodnot, k politice. V mnoha společnostech je příbuzenství nejdůležitější sociální institucí.

### Rodina
Za základní jednotku struktury příbuzenských vztahů je považována „elementární rodina“, která spočívá z otce, matky a dětí. “Složená rodina“ je základní jednotkou příbuzenských vztahů ve společnostech, kde může mít muž více žen. „Složená rodina“ se skládá z otce, matek, vlastních a nevlastních sourozenců. Vztahy v rodině jsou pokrevní a nepokrevní. Členem rodiny je možné se stát sňatkem, sešvagřením, narozením nebo adopcí.

### Způsoby určení sociálního postavení jedince
Pozicí ve struktuře příbuzenských vztahů je definováno sociální postavení jedince- odpovídá konkrétnímu příbuzenskému vztahu. Aby toto postavení bylo patrné, je každému jedinci přiřazen název, který stanovuje jeho postavení vůči jiným osobám celku (otec, syn, strýc apod.). Soustava těchto názvů se nazývá „popisná terminologie“.  Některé společnosti však raději používají takzvanou „klasifikační terminologii“, kde příbuzenské termíny neurčují konkrétní příbuzenské vztahy mezi jedinci, Název v této popisné terminologii přiřazuje jedinci sociální postavení širšího významu, než je to v případě terminologie popisné (např. termín otec zde lze použít pro vztah otce a dítěte, ale také pro vztah strýce a dítěte).

## Vědní obory a badatelé zabývající se příbuzenstvím
Studiem příbuzenství se zabývají různé vědní obory, např. sociální a kulturní antropologie, právo, biologie, jazykověda, etnografie, psychologie, genealogie.
Studiem příbuzenství se zabývali či zabývají například batatelé Lewis Henry Morgan, John Ferguson McLennan, Johann Jacob Bachofen, Alfred Reginald Radcliffe-Brown, Bronislav Malinowski, Alfred Louis Kroeber, Robert Harry Lowie, George Peter Murdock, Scheffler a Lounsbury, Jaroslav Skupnik, Jan Cvrček, Sarah Franklin, Vendula Fremlová, Jakoubková Budilová Lenka a další.